# Pachnephorus tessellatus
Pachnephorus tessellatus är en skalbaggsart som först beskrevs av Caspar Erasmus Duftschmid 1825.  Pachnephorus tessellatus ingår i släktet Pachnephorus, och familjen bladbaggar. Arten har ej påträffats i Sverige.